# Patrick Fischer (journaliste)
Pour les articles homonymes, voir Patrick Fischer et Fischer.
Patrick Fischer, né le 13 mars 1958 à Bienne, est un journaliste suisse.

## Biographie
Patrick Fischer a obtenu une licence en lettres à l'Université de Neuchâtel en 1981. Il débute comme journaliste à L'Impartial de 1981 à 1988. En 1984, il part suivre une formation de journaliste durant un an, aux États-Unis d'Amérique.
En 1989, il rentre à la Télévision suisse romande comme correspondant à Zurich puis  à Berne comme correspondant parlementaire. En 1996, il rejoint les magazines à Genève, comme coproducteur et présentateur de l'émission Mise au point.
De 2007 à 2022, il produit et anime l'émission économique TTC .